# Överijo

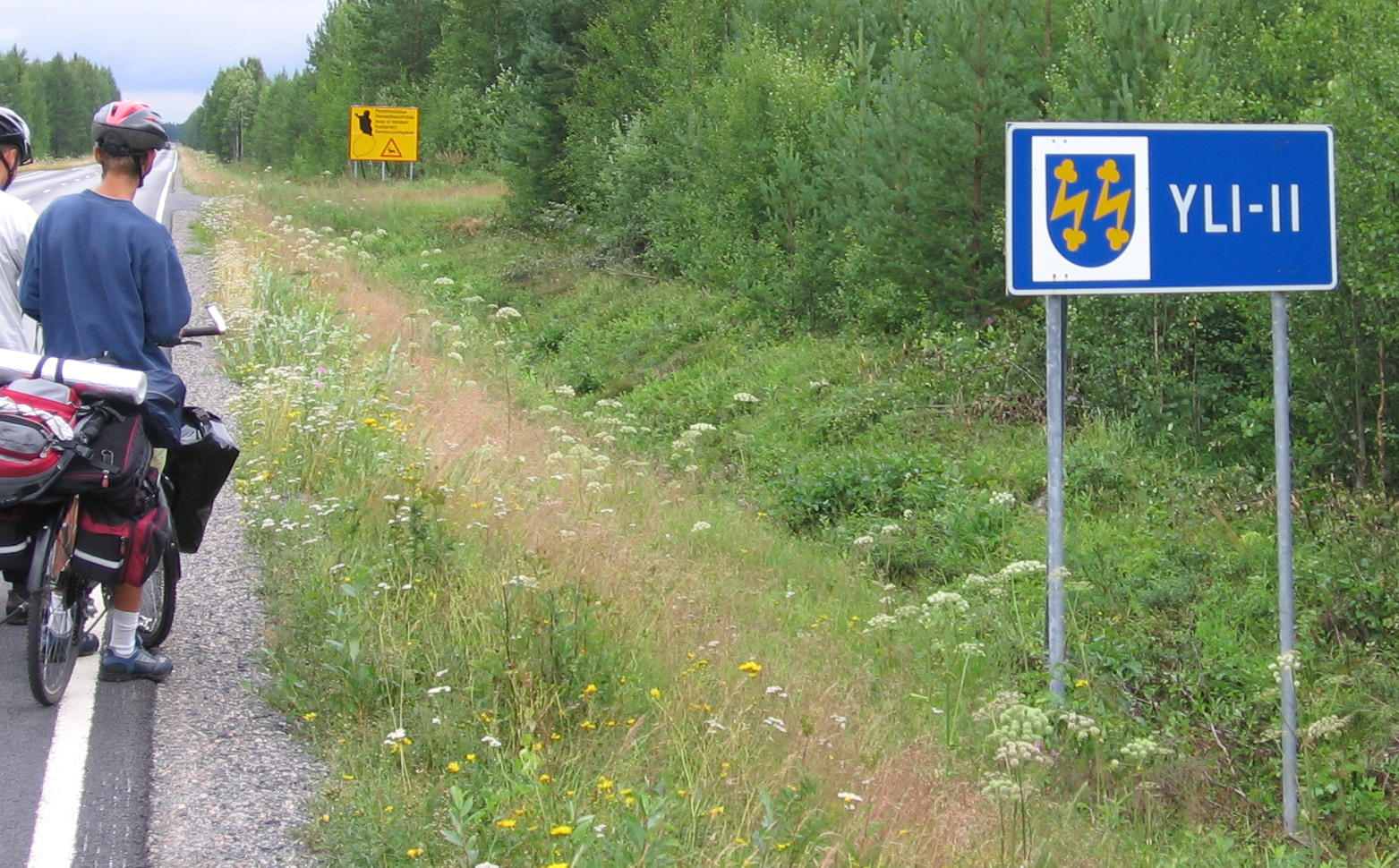
Vid den tidigare kommungränsen.

Överijo eller Yli-Ii (finska: Yli-Ii) var en kommun i landskapet Norra Österbotten i Finland. Kommunen hade 2 149 invånare (2012), på en yta av 793,26 km².
Den 1 januari 2013 förenades Överijo jämte Haukipudas, Kiminge och Oulunsalo med Uleåborgs stad. Det var ursprungligen meningen att även Muhos skulle ingå i sammanslagningen.
Överijo var enspråkigt finskt.

## Politik

### Mandatfördelning i Överijo kommun, valen 1976–2008
| 6 | 15 |

| 6 | 15 |

| 5 | 16 |

| 5 | 1 | 15 |

| 4 | 1 | 16 |

| 4 | 2 | 15 |

| 3 | 4 | 14 |

| 3 | 4 | 14 |

| 16 | 5 |

| 3 | 1 | 1 | 16 |

| 15 | 6 |